# Östersunds skidstadion

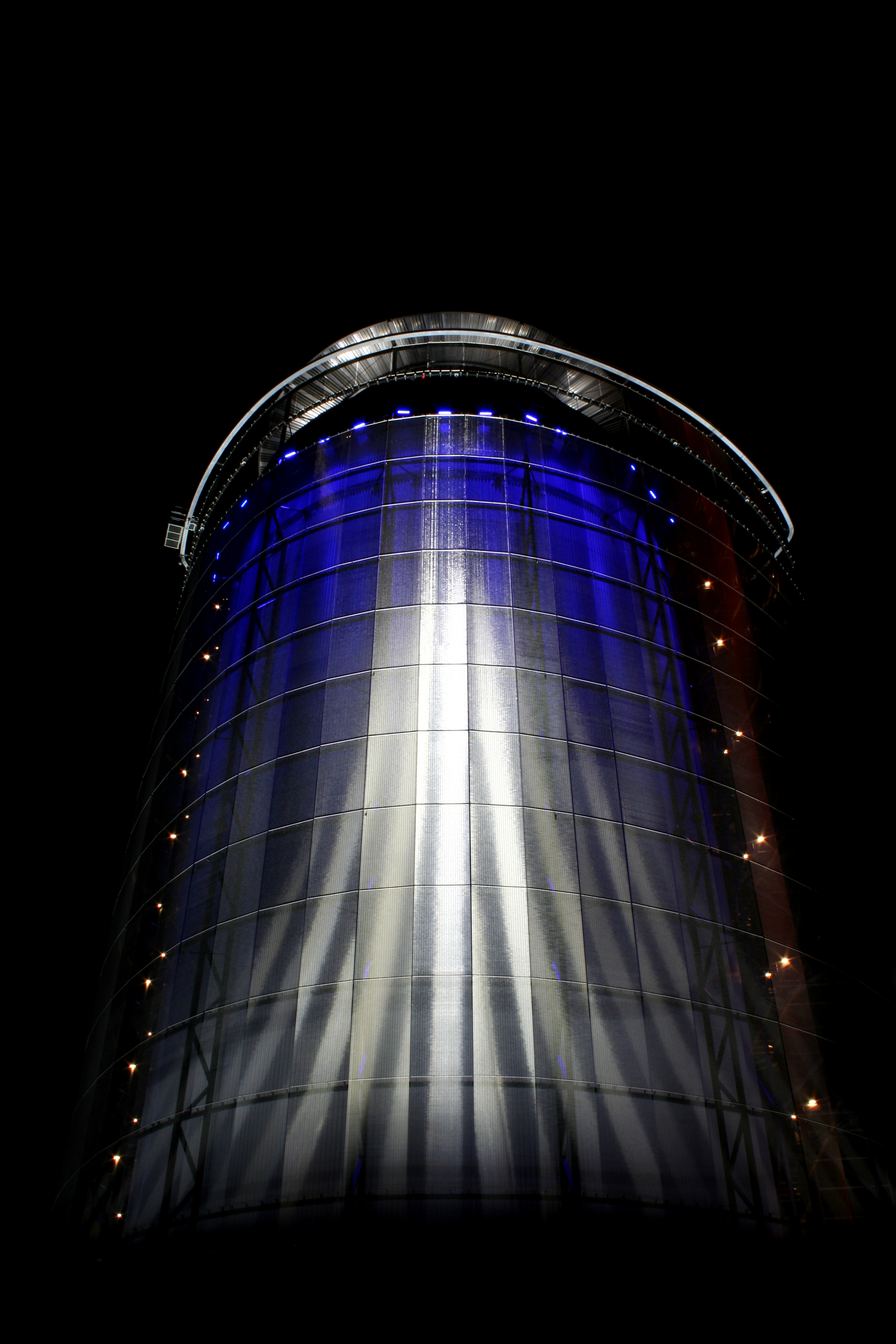
Vid skidstadion står även Arctura, i folkmun kallad termosen.

Östersunds skidstadion är en längdåknings-, skidorienterings- och skidskytteanläggning belägen två kilometer från centrala Östersund. Skidanläggningen är året runt-anpassad, och används både av elitidrottare och av motionärer, på längdskidor och rullskidor.

## Historia
År 1993 började en utbyggning Östersunds skidstadion, för att få större internationella tävlingar. Man lade ned ungefär tolv miljoner kronor på bland annat snökanoner, kyltorn, skidbroar, vallabodar, skidsekretariat, resultattavla och spårkartor. Under 1996 lades även dopingrum och pressrum till.
Under de senaste åren har anläggningen kompletterats med nya saker nästan varje säsong. Inför världsmästerskapen 2008 byggdes en ny läktare, som kunde ta 4 000 åskådare, samt belysning för att kunna anordna kvällstävlingar. Man skaffade även ny utrustning för data- och telekommunikation. Under åren 2008 till 2011 byggdes ytterligare läktare, med plats för 2 000 åskådare, och tjugo nya vallabodar.
Östersunds skidstadion utsågs i oktober 2013 till nationalarena för svenskt skidskytte. Inför säsongen 2014–2015 byggdes ett nytt mediahus med lokaler för dopingkontroller.

## Evenemang

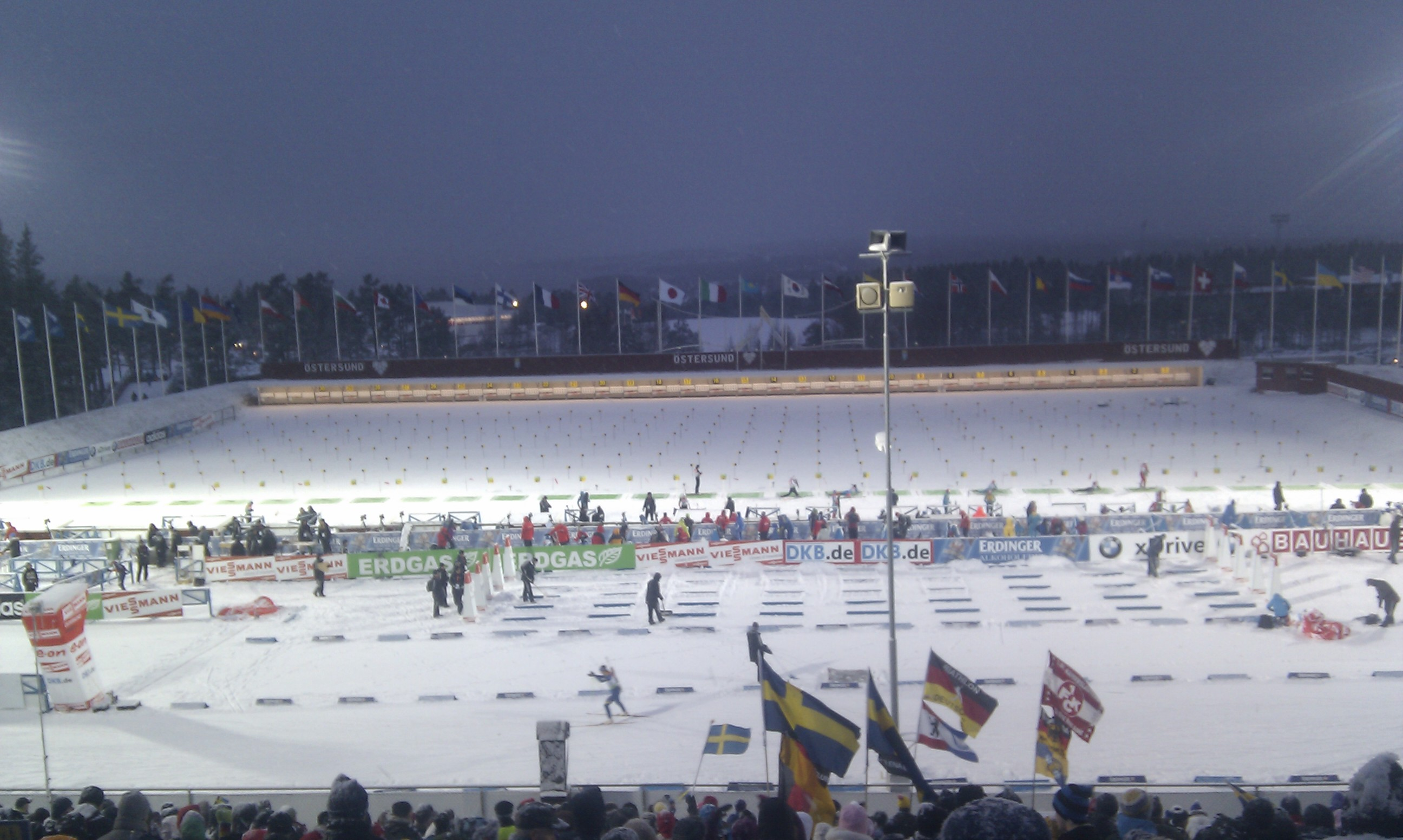
Skidstadion under Världscupen i skidskytte 2011/2012

Anläggningen är nästan årligen värd för världscuptävlingar i skidskytte, vanligtvis i samband med världscupens säsongspremiär i slutet av november-början av december. Världsmästerskapen i skidskytte arrangerades på Östersunds skidstadion 1970, 2008 och 2019. Även Världsmästerskapen i skidorientering 2004 arrangerades där.
I januari 1995 anordnades även världscupdeltävlingar i längdskidåkning på skidstadion. I februari 2015 arrangerade man återigen världscupdeltävlingar i längdskidåkning.

## Om spåren
Skidanläggningen har 89 kilometer preparerade skidspår, varav 29 kilometer med elljus. Normalt är spåren öppna mellan november och april. Sedan 2007 har man snögaranti från den 1 november. Detta möjliggörs genom att kommunen sparar massor av snö i högar med sågspån över, under sommaren..

## Klubbar
Skidlöparklubben Östersunds SK, som tagit flera medaljer i svenska mästerskap, använder anläggningen till sin träning. Så även skidskytteklubben Tullus SG, som tagit många SM- och VM-medaljer. Även flera av Sveriges bästa längdåkare och skidskyttar tränar på skidstadion.

## Bildgalleri

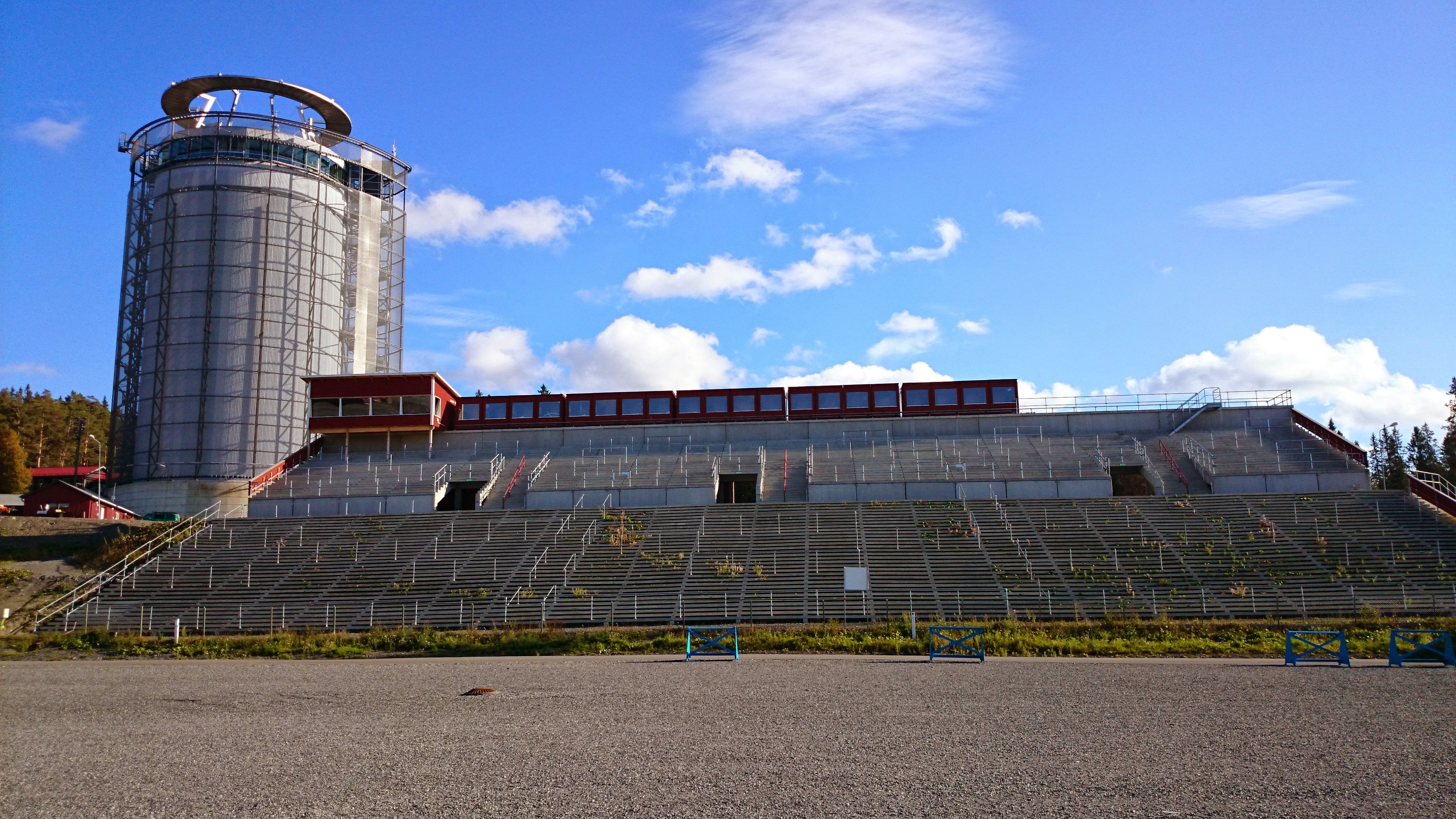
Läktaren på Östersunds skidstadion med Arctura bakom
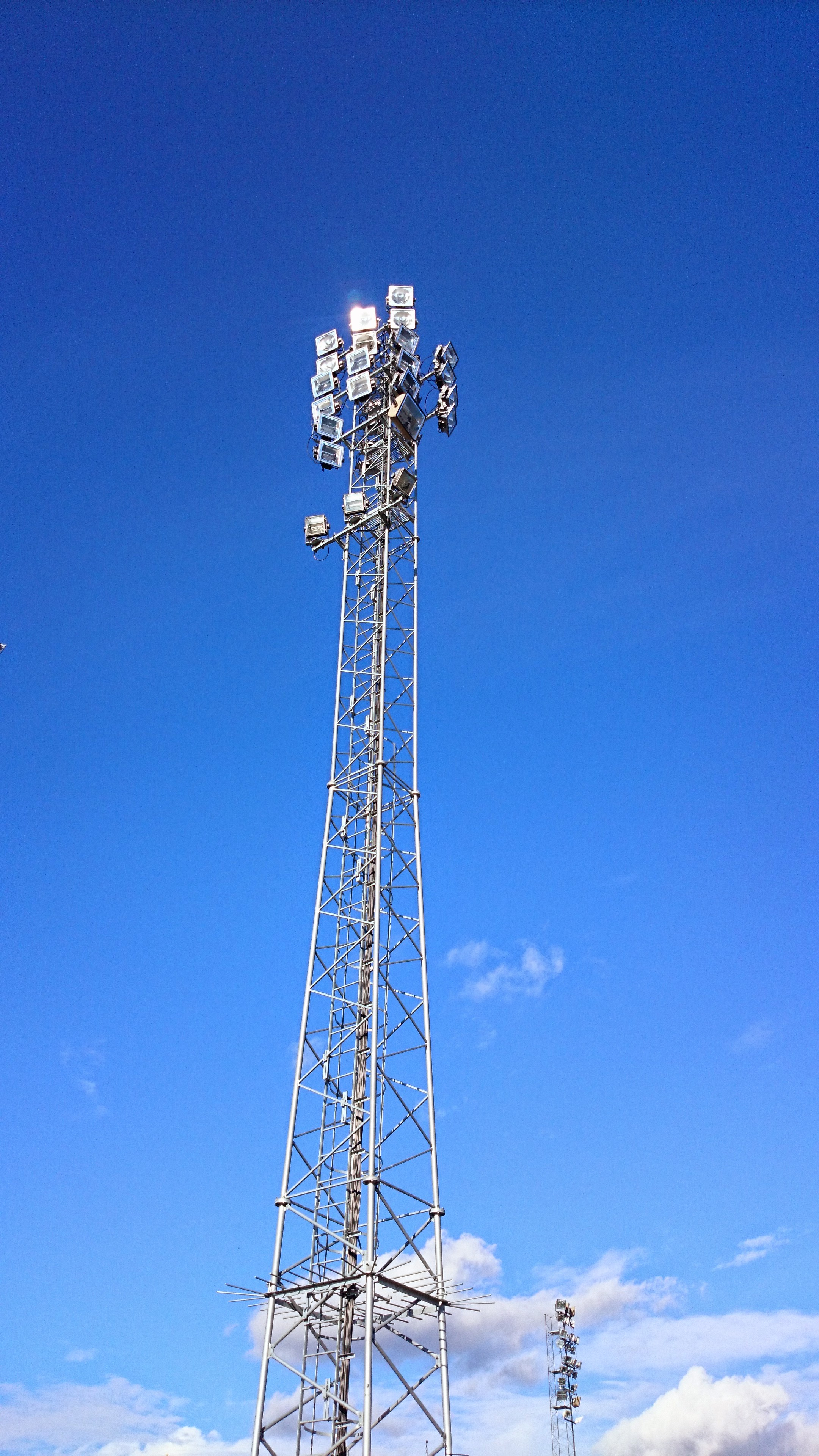
Inför VM 2008 installerades starkare belysning så det gick att arrangera kvällstävlingar
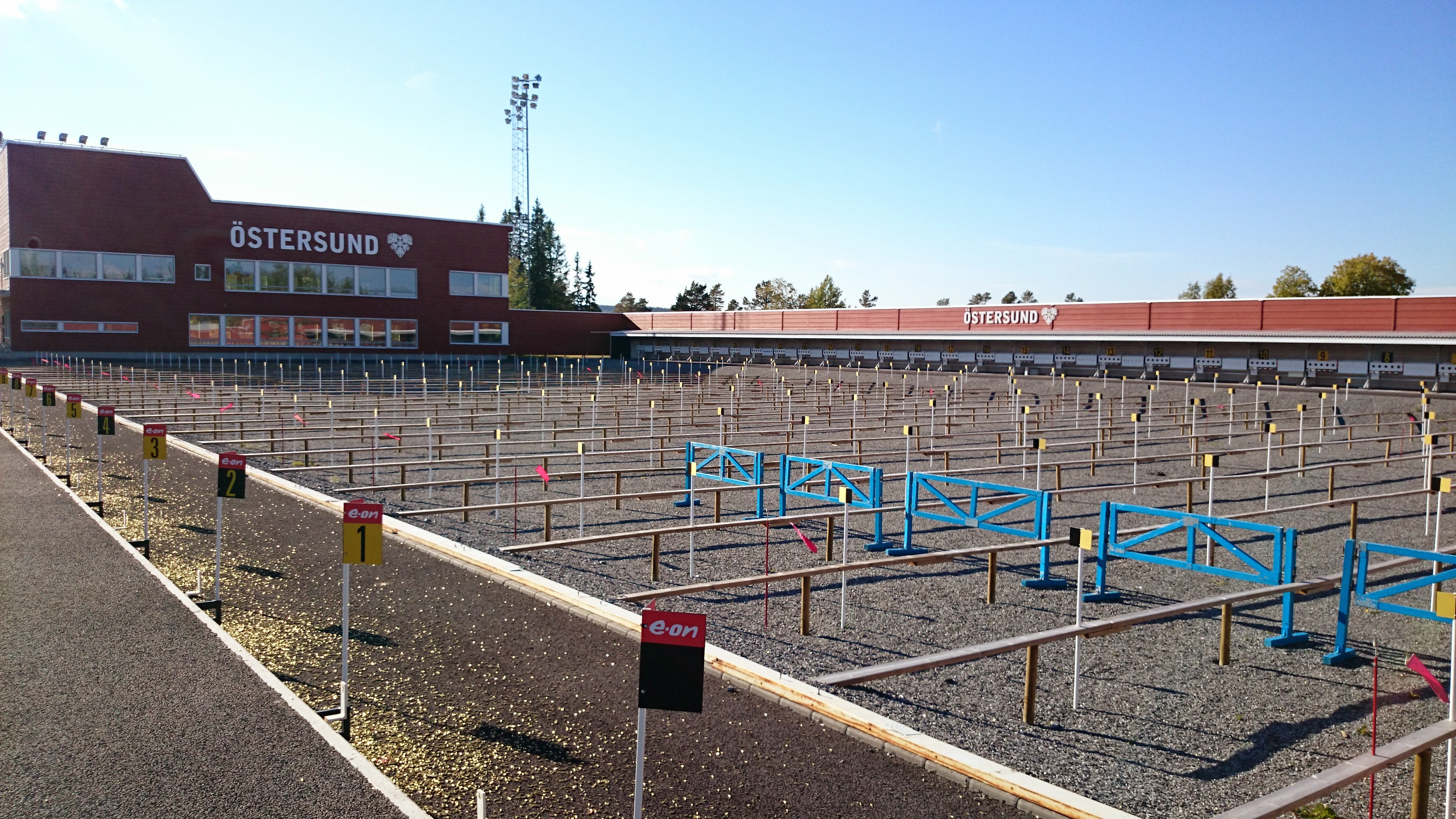
Skjutvallen på Östersunds skidstadion i september 2014. Inför säsongen 2014–2015 byggdes ett nytt mediahus i ansluttning till skjutvallen
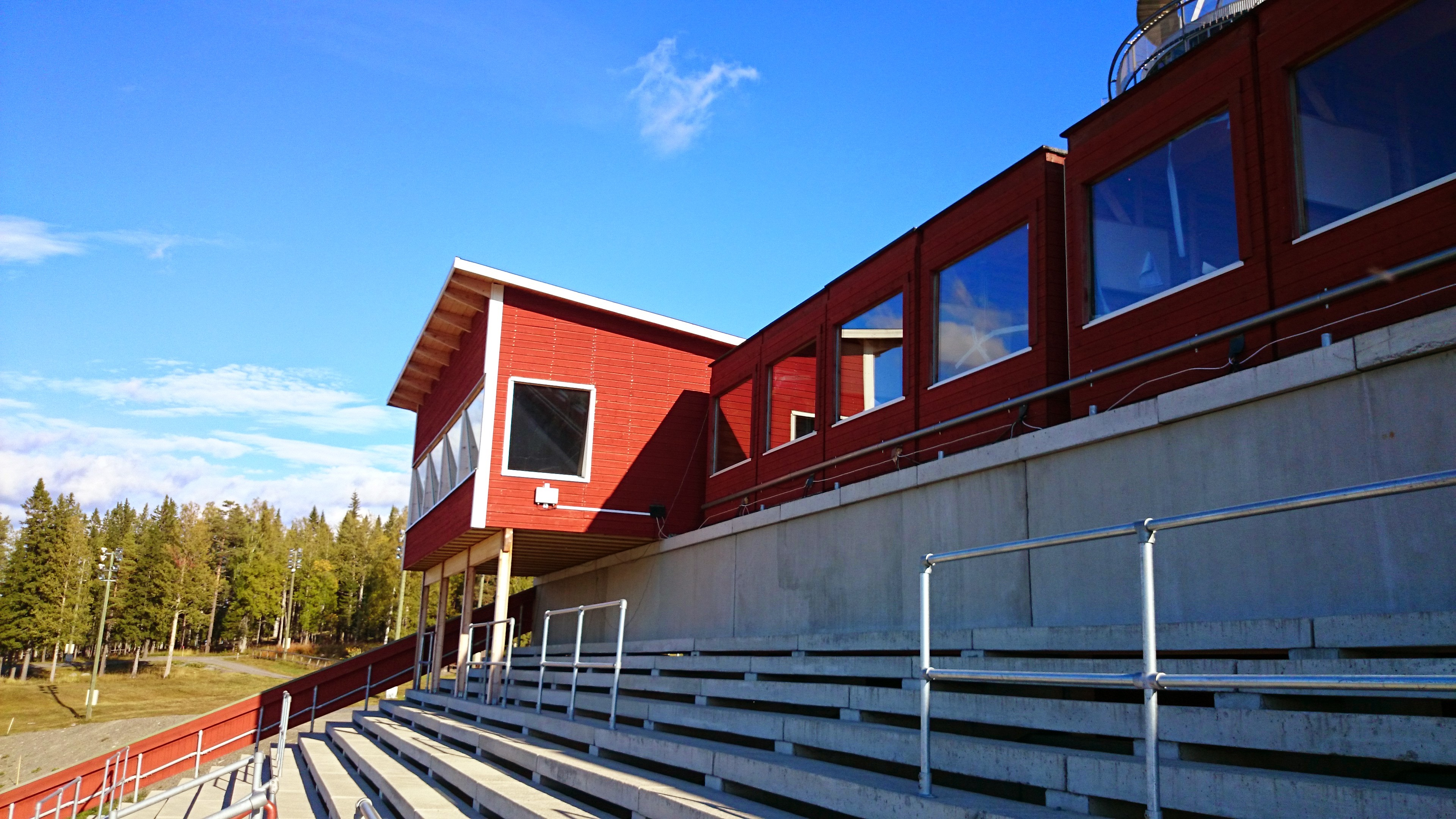
Kommentatorsbås på Östersunds skidstadion